# دوشان پاشک
دوشان پاشک (چکی: Dušan Pašek; ۷ سپتامبر ۱۹۶۰ – ۱۵ مارس ۱۹۹۸) بازیکن هاکی روی یخ اهل چکسلواکی بود.